# Times Leader
Der Times Leader, zeitweise auch Wilkes-Barre Times Leader, ist eine Lokalzeitung, die täglich in Wilkes-Barre im US-Bundesstaat Pennsylvania erscheint. Sie teilt sich den Markt mit einer zweiten Tageszeitung, The Citizens’ Voice.

## Verbreitung
Nach Angaben der Alliance for Audited Media vom 30. September 2012 hatte der Times Leader zu diesem Zeitpunkt eine Auflage von 38.838 Exemplaren an Wochentagen sowie 30.757 Exemplaren an Samstagen. Von der Sonntagsausgabe wurden 43.432 Stück gedruckt.
Sechs Jahre später, im Spätsommer 2018, lag die Auflage werktags bei 16.641 Zeitungen, sonntags bei 20.501.

## Geschichte
In Wilkes-Barre wurde seit 1893 eine Tageszeitung namens Times herausgegeben, die ab 1898 Konkurrenz in Form des ebenfalls nachmittags erscheinenden Leader erhielt. 1907 vereinbarten die Eigentümer der beiden Zeitungen, Fred C. Kirkendall und Ernest G. Smith, den Zusammenschluss ihrer Publikationen unter dem Dach eines gemeinsamen Verlags, der Leader Publishing Company. Als Name der neuen, sechs Tage pro Woche erscheinenden Zeitung wurde Times Leader gewählt. Die erste Ausgabe erschien am 2. Dezember 1907.
Ein Streik erzwang im Herbst 1938 die Einstellung der Publikation: Nach der Times Leader-Auflage vom 4. Oktober 1938 erschien die nächste Ausgabe erst am 4. April 1939. Zum 1. Mai 1939 fusionierte der Times Leader mit den konkurrierenden Lokalzeitungen Wilkes-Barre Record und Evening News, die alle in einem Verlag namens Wilkes-Barre Publishing Company zusammengefasst wurden. Während Times Leader und The Evening News zur nachmittags erscheinenden Tageszeitung Times Leader, the Evening News kombiniert wurden, blieb der Wilkes-Barre Record als eigenständige Morgenzeitung bestehen. Erst beginnend mit der Ausgabe vom 27. Juni 1972 wurden die beiden Publikationen zum Wilkes Barre Times Leader/The Evening News/Wilkes-Barre Record kombiniert.
Im Mai 1978 erwarb der Medienkonzern Capital Cities Communications für 10,5 Millionen Dollar die Wilkes-Barre Publishing Company und deren Tageszeitung, die kurz darauf in The Times Leader umbenannt wurde. Zwischen dem neuen Eigentümer und der zu großen Teilen in vier Gewerkschaften organisierten Belegschaft der Zeitung entwickelten sich Konflikte über die Arbeitsbedingungen, Bezahlung und die redaktionelle Ausrichtung. In einem Klima von gegenseitigem Misstrauen beauftragte Capital Cities im Sommer 1978 unter anderem eine Sicherheitsfirma, den Konzern Wackenhut Corporation, mit der Überwachung von Mitarbeitern im Redaktionsgebäude, der Absicherung des Betriebsgeländes mit einem 3,5 m hohen Zaun und der Erarbeitung von „Notfallplänen“ für den Fall von Streiks. Dies wurde von den gewerkschaftlich organisierten Zeitungsmitarbeitern als Einschüchterungsversuch vor den anstehenden Tarifvertragsverhandlungen interpretiert. Nachdem keine Einigung über die Verlängerung eines zum 30. September 1978 ausgelaufenen Tarifvertrags erzielt werden konnte, riefen die vier Gewerkschaften am 6. Oktober 1978 zur Arbeitsniederlegung auf. Etwa 210 Mitarbeiter, ein Großteil der Belegschaft, folgten dem Aufruf. Ein Teil der Streikenden gründete eine eigene Zeitung, The Citizens’ Voice. Diese sollte nur für die Dauer des Streiks erscheinen und durch finanzielle Konkurrenz die Verhandlungsposition gegenüber den Herausgebern des Times Leader stärken. Durch den Wechsel zahlreicher Leser zur Citizens' Voice sank die Auflage des Times Leader deutlich, doch konnte mit etwa 20 verbliebenen und rund 100 schrittweise neu eingestellten Mitarbeitern der Betrieb fortgeführt und nach viertägiger Pause wieder eine werktägliche Ausgabe gedruckt werden. Der Streik wurde letztlich nach über vier Jahren dadurch beendet, dass den vier Gewerkschaften schrittweise die Vertretungsbefugnis entzogen wurde.
Der zwischenzeitlich in Capital Cities/ABC umbenannte Eigentümer der Wilkes-Barre Publishing Company wurde 1996 durch die Walt Disney Company erworben. Am 4. April 1997 wurde bekanntgegeben, dass Disney die Wilkes-Barre Publishing Company mit dem Times Leader sowie drei andere mit Capital Cities erworbene Tageszeitungen – die größte davon der Kansas City Star – für 1,65 Milliarden Dollar an den Medienkonzern Knight Ridder verkauft. Knight Ridder wurde wiederum im März 2006 von der McClatchy Company übernommen. Im Juni 2006 erwarb Richard L. Connor, Herausgeber des Times Leader von 1978 bis 1986, mit lokalen Investoren und der Investmentgesellschaft HM Capital Partners die Wilkes-Barre Publishing Company und den Times Leader von McClatchy. 2012 wurde der seit 2011 als Impressions Media firmierende Verlag an Civitas Media, Eigentümer diverser Lokalzeitungen, verkauft. Civitas wiederum veräußerte Impressions Media und den Times Leader 2019 an den in North Carolina ansässigen Medienkonzern Avant Publications.